# Siyovush Asrorov
Siyovush Asrori (tiếng Tajik: Сиевуш Асроров; sinh ngày 21 tháng 7 năm 1992) là một cầu thủ bóng đá Tajikistan thi đấu cho PKNP FC và Đội tuyển bóng đá quốc gia Tajikistan. Anh còn được biết với tên Sievush Asrorov.

## Thống kê sự nghiệp

### Câu lạc bộ
Tính đến trận đấu diễn ra ngày 3 tháng 11 năm 2018
| Câu lạc bộ          | Mùa giải            | Giải vô địch                             | Giải vô địch | Giải vô địch | Cúp Quốc gia | Cúp Quốc gia | Châu lục | Châu lục  | Khác    | Khác      | Tổng    | Tổng      |
| Câu lạc bộ          | Mùa giải            | Hạng đấu                                 | Số trận      | Bàn thắng    | Số trận      | Bàn thắng    | Số trận  | Bàn thắng | Số trận | Bàn thắng | Số trận | Bàn thắng |
| ------------------- | ------------------- | ---------------------------------------- | ------------ | ------------ | ------------ | ------------ | -------- | --------- | ------- | --------- | ------- | --------- |
| Istiklol            | 2013                | Giải bóng đá vô địch quốc gia Tajikistan | 4            | 1            | 3            | 0            | –        | –         | –       | –         | 7       | 1         |
| Istiklol            | 2014                | Giải bóng đá vô địch quốc gia Tajikistan | 10           | 2            | 5            | 0            | –        | –         | 1       | 0         | 16      | 2         |
| Istiklol            | 2015                | Giải bóng đá vô địch quốc gia Tajikistan | 11           | 2            | 5            | 1            | 11       | 0         | 0       | 0         | 27      | 3         |
| Istiklol            | 2016                | Giải bóng đá vô địch quốc gia Tajikistan | 16           | 2            | 7            | 0            | 4        | 0         | 1       | 0         | 28      | 2         |
| Istiklol            | 2017                | Giải bóng đá vô địch quốc gia Tajikistan | 12           | 1            | 3            | 1            | 11       | 0         | 0       | 0         | 26      | 2         |
| Istiklol            | 2018                | Giải bóng đá vô địch quốc gia Tajikistan | 16           | 0            | 4            | 1            | 4        | 0         | 1       | 0         | 25      | 1         |
| Istiklol            | Tổng                | Tổng                                     | 69           | 8            | 27           | 3            | 30       | 0         | 3       | 0         | 129     | 11        |
| Tổng cộng sự nghiệp | Tổng cộng sự nghiệp | Tổng cộng sự nghiệp                      | 69           | 8            | 27           | 3            | 30       | 0         | 3       | 0         | 129     | 11        |

### Quốc tế
| Đội tuyển quốc gia Tajikistan | Đội tuyển quốc gia Tajikistan | Đội tuyển quốc gia Tajikistan |
| Năm                           | Số trận                       | Bàn thắng                     |
| ----------------------------- | ----------------------------- | ----------------------------- |
| 2014                          | 5                             | 0                             |
| 2015                          | 7                             | 0                             |
| 2016                          | 8                             | 0                             |
| 2017                          | 6                             | 0                             |
| 2018                          | 13                            | 0                             |
| 2022                          | 3                             | 0                             |
| 2023                          | 4                             | 0                             |
| Tổng                          | 46                            | 0                             |

Thống kê chính xác đến trận đấu diễn ra ngày 17 tháng 6 năm 2023

## Danh hiệu
Istiklol
- Giải bóng đá vô địch quốc gia Tajikistan (4): 2014, 2015,[9]2016,[10] 2017[11]
- Cúp bóng đá Tajikistan (4): 2013, 2014, 2015,[12] 2016[13]
- Siêu cúp bóng đá Tajikistan (4): 2014, 2015,[14] 2016,[15] 2018[16]